# آریاسپ
آریاسپ شاهزاده هخامنشی، پسر دوم اردشیر دوم، شاهنشاه هخامنشی از استاتیرای یکم بود. پس از توطئه و اعدام برادر بزرگترش داریوش، به عنوان ولیعهد انتخاب شد اما با توطئه اخوس، اردشیر دوم نسبت به آریاسپ نیز احساس خطر کرد و حکم قتل او را داد، اما آریاسپ که خود از این موضوع آگاهی یافته بود پیش از اعدام خودکشی کرد. پس از مرگ آریاسپ، پسر سوم اردشیر، اوخوس ولیعهد شد که بعداً با نام اردشیر سوم بر تخت نشست.